# Onderrok

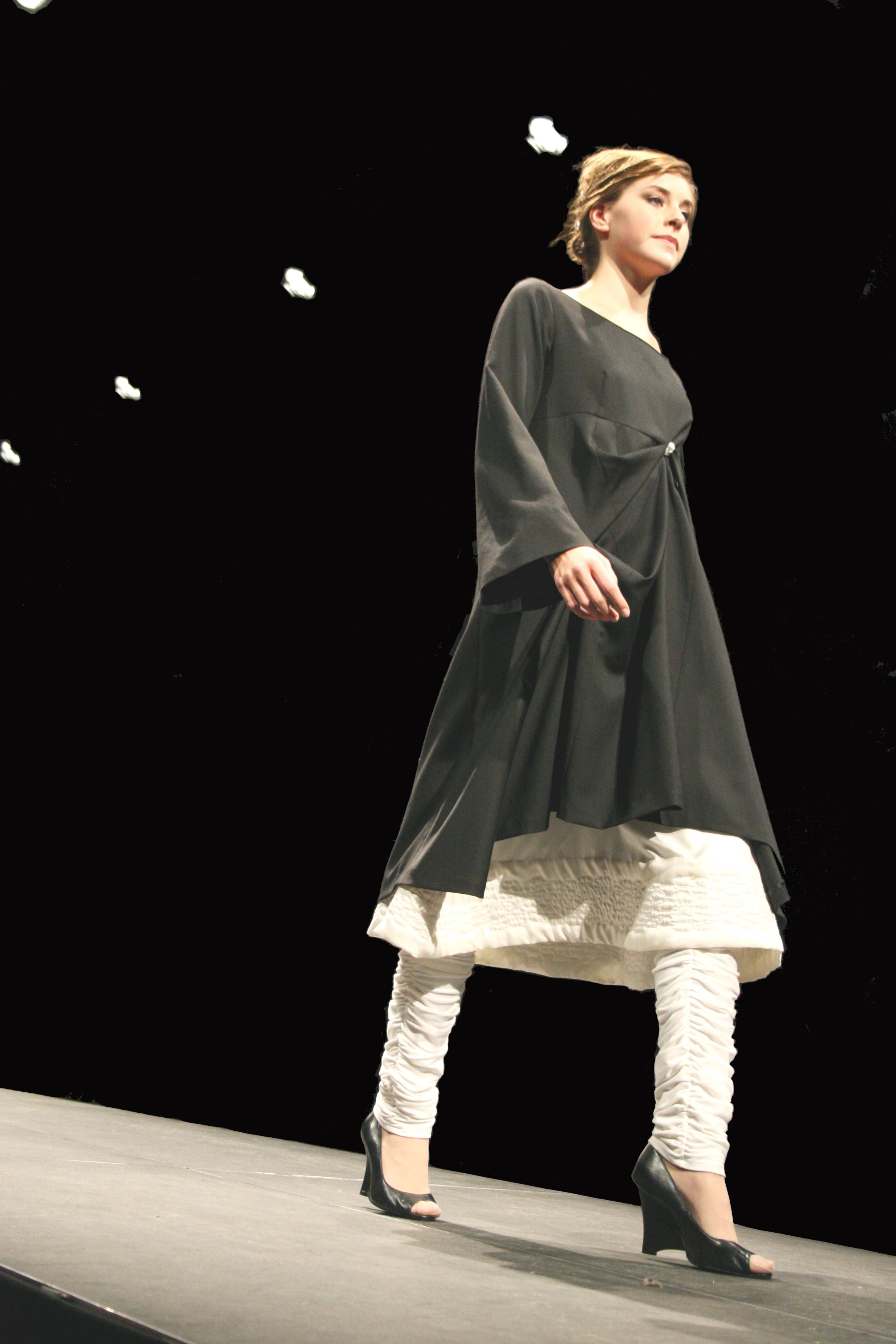
Onderrok met ruches

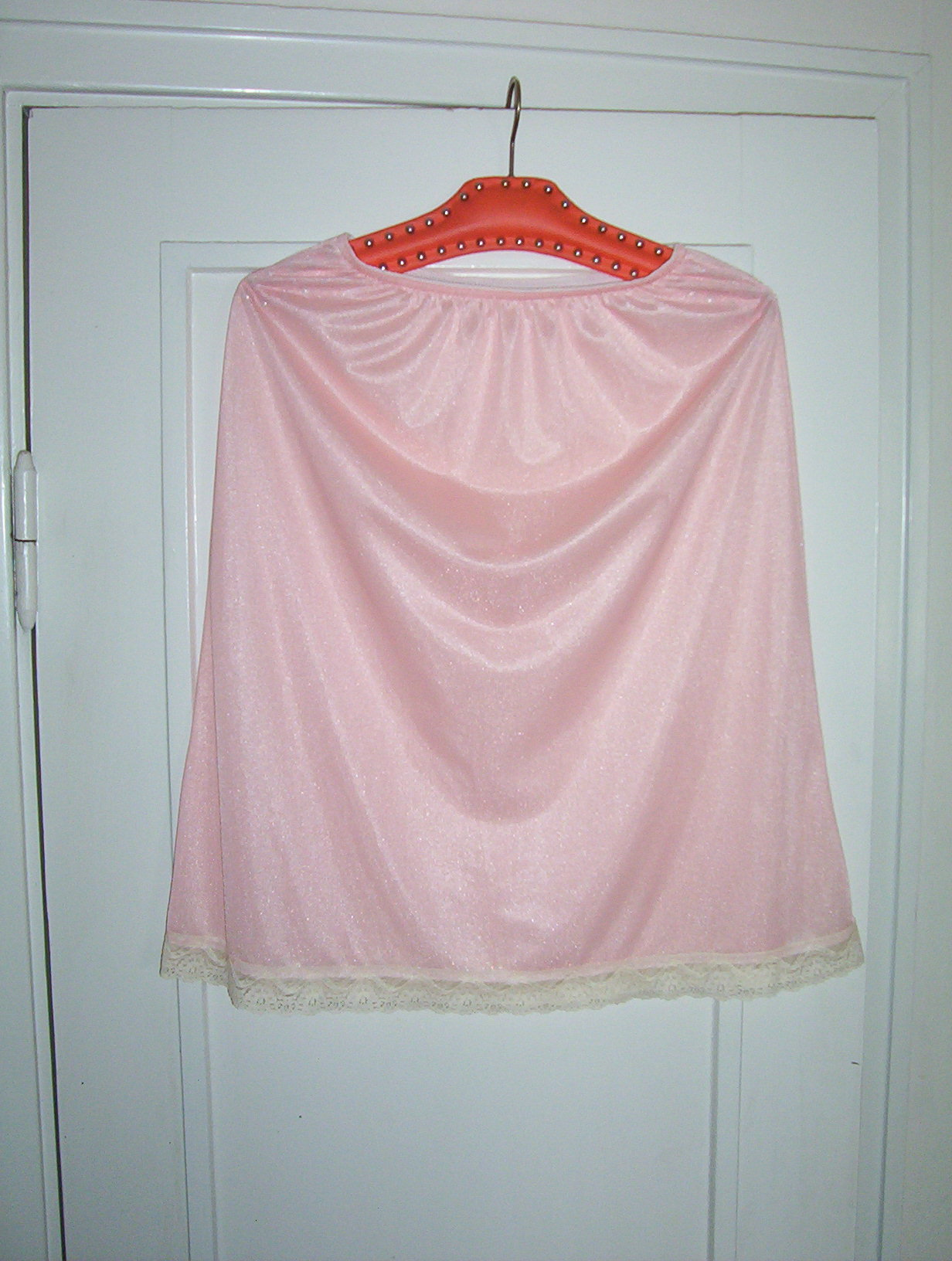
Rose zijden onderrok

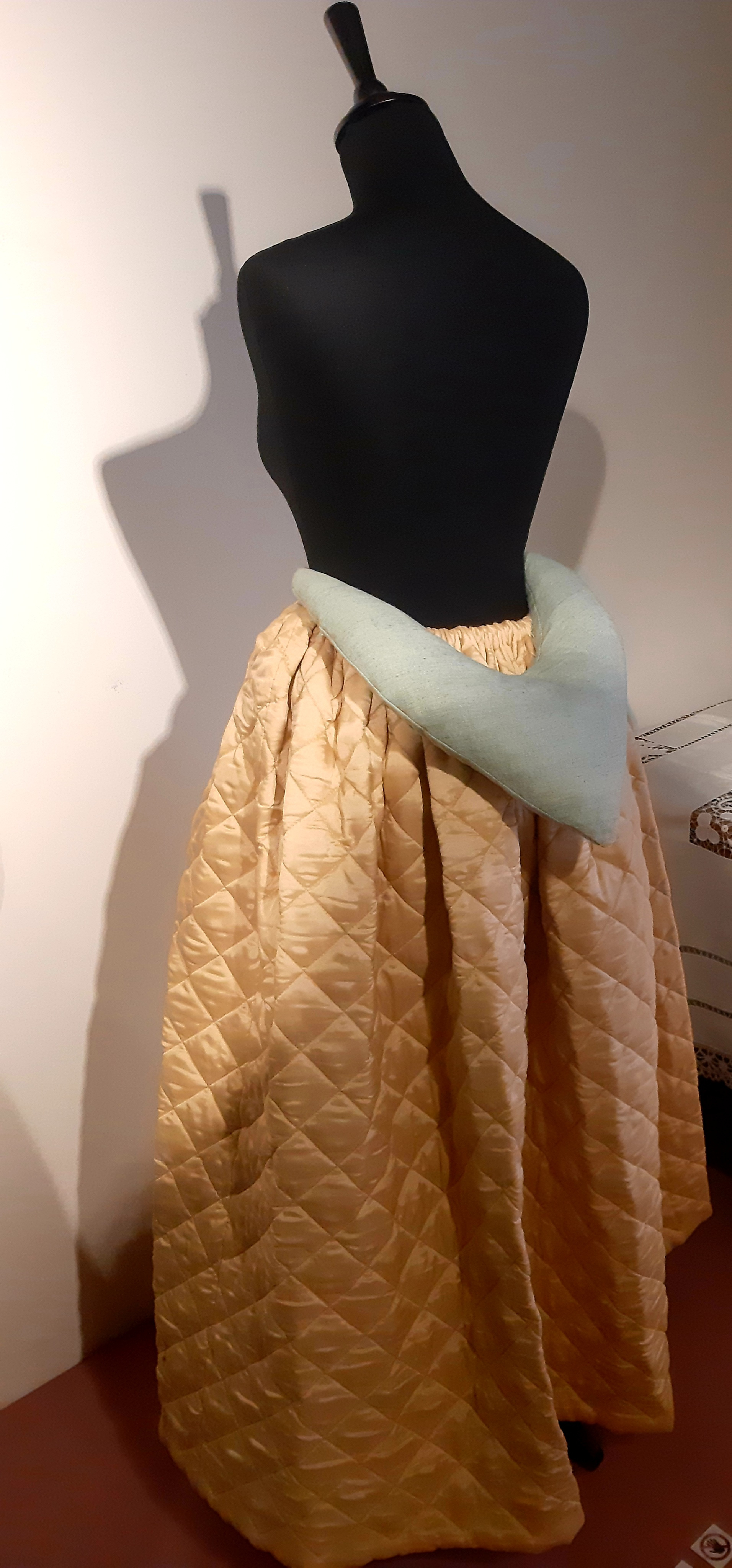
Replica van een gewatteerde onderrok of cul de Paris

Een onderrok of een onderjurk is een rok, resp. jurk, meestal gemaakt van een dungeweven stof als polyamide (Nylon), polyester, zijde, satijn of katoen. In het Vlaams dialect wordt deze combinatie van lijfje en slip ook wel een "combinaison" genoemd.
Een onderkleed wordt gedragen onder de reguliere rok of een jurk. De redenen voor het dragen ervan zijn divers. Zo kan een onderrok ervoor zorgen dat het materiaal van de bovenrok beter en vloeiender valt, hetgeen vooral bij chique kleding belangrijk is. Ook wordt vaak een onderrok gedragen wanneer de reguliere rok gemaakt is van een doorschijnend materiaal, om de beenlijnen onzichtbaar te maken. Bij rokken gemaakt van stugge stof kan een onderrok het draaggemak vergroten. 
Soms is de onderrok bevestigd aan de rok, dan is het feitelijk een voering, soms betreft het een los kledingstuk. Soms heeft een onderrok een decoratieve functie indien deze - bewust gekozen als modebeeld en dan vaak afgezet met kant - onder de jurk of rok uitkomt.
Als een dame van iemand te horen kreeg: "je vlagt", dan betekende het dat de onderrok onder de rok uitstak. Dat was meestal namelijk niet de bedoeling.